# کاسمو دف-گوردن
کاسمو دف-گوردن (انگلیسی: Cosmo Duff-Gordon; ۲۲ ژوئیهٔ ۱۸۶۲ – ۲۰ آوریل ۱۹۳۱) اهالی کسب‌وکار اهل بریتانیا بود.